# Takeshi Urakami
Takeshi Urakami (jap. 浦上 壮史, Urakami Takeshi; * 7. Februar 1969 in der Präfektur Tokio) ist ein ehemaliger japanischer Fußballspieler.

## Karriere
Urakami erlernte das Fußballspielen in der Schulmannschaft der Kokugakuin Kugayama High School. Seinen ersten Vertrag unterschrieb er 1988 bei Nissan Motors. Der Verein spielte in der höchsten Liga des Landes, der Japan Soccer League. Mit Gründung der Profiliga J.League 1992 und der damit verbundenen Neuorganisation des japanischen Fußballs wurde Nissan Motors zu Yokohama Marinos. 1995 wechselte er zum Ligakonkurrenten Shimizu S-Pulse. 1997 wechselte er zum Zweitligisten Kawasaki Frontale. 1999 wurde er mit dem Verein Meister der J2 League und stieg in die J1 League auf. 2000 erreichte er das Finale des J.League Cup. Am Ende der Saison 2000 stieg der Verein in die J2 League ab. Für den Verein absolvierte er 175 Spiele. Ende 2004 beendete er seine Karriere als Fußballspieler.

## Erfolge
Nissan Motors/Yokohama Marinos
- Japan Soccer League

Meister: 1988/89, 1989/90
Vizemeister: 1990/91, 1991/92
- JSL Cup

Sieger: 1988, 1989, 1990
- Kaiserpokal

Sieger: 1988, 1989, 1991, 1992
Finalist: 1990
Shimizu S-Pulse
- J.League Cup

Sieger: 1996
Kawasaki Frontale
- J.League Cup

Finalist: 2000